# ビジネスマネジメント・ツール
ビジネスマネジメント・ツール（英：Business management tools）は、変化する市場に対処し、競争力を確保し、業績を向上させるために組織が使用するすべてのシステム、アプリケーション、コントロール、計算ソリューション、方法論などを表す。